# ماورو راموس
ماورو راموس (بالبرتغالية: Mauro Ramos de Oliveira‏) {{بالبرتغالية:Mauro Ramos de Oliveira}}.
هو ماورو راموس دي أوليفيرا من مواليد 30 أغسطس 1930 ووفيات 18 سبتمبر 2002، لاعب كرة قدم مدافع برازيلي سابق، كان قائد منتخب البرازيل في كأس العالم لكرة القدم 1962.
وشارك في كأس العالم لكرة القدم 1954 وكأس العالم لكرة القدم 1958، لعب 30 مباراة دولية مع منتخب البرازيل لكرة القدم.
بدأ ماورو راموس بلعب الكرة مع نادي سانجواننيسنسي في سنة 1947، وفي سنة 1948 انتقل إلى نادي ساو باولو، ولعب معهم حتى سنة 1959، وفي سنة 1959 انتقل إلى نادي سانتوس، وأعتزل معهم الكرة في سنة 1966.
توفي في 18 سبتمبر 2002.

## روابط خارجية
- ماورو راموس على موقع الاتحاد الدولي (مؤرشف)  (الإنجليزية)
- ماورو راموس على موقع الاتحاد الأوربي (الإنجليزية)
- ماورو راموس على موقع قاعدة بيانات كرة القدم.إي يو (الإنجليزية)
- ماورو راموس على موقع ناشيونال فوتبول تيمز (الإنجليزية)